# Серебряный лавровый лист
Серебряный лавровый лист (нем. Silbernes Lorbeerblatt) — высшая спортивная награда Германии. Награда была учреждена 23 июня 1950 года первым Федеральным президентом ФРГ Теодором Хойсом. «Серебряный лавровый лист» вручается немецким спортсменам и спортивным командам, добившимся выдающихся достижений в спорте, ставшим призёрами Олимпийских и Паралимпийских игр, получившим высокие международные звания (в том числе, звание чемпиона мира по футболу).
Кандидаты на получение награды должны быть представлены президентом Олимпийской спортивной конфедерации Германии на рассмотрение президенту Германии. Сделанный запрос проходит рассмотрение Агентством президента, а также Федеральным министерством внутренних дел, так как это учреждение отвечает за спорт в Германии. Министерство внутренних дел подписывает одобрительную заявку на основе 58 статьи «Основного закона Федеративной Республики Германии».

## Известные кавалеры
- Фриц Тидеман[3], конный спорт, 25 июня 1950
- Инге Поман[3], теннис, 25 июня 1950
- Франц Беккенбауэр[3], футбол
- Верена Бентеле[3], паралимпийский биатлон, паралимпийские лыжные гонки
- Кирстен Бран[4], паралимпийское плавание
- Штеффи Граф[5], теннис
- Фабиан Хамбюхен[6], спортивная гимнастика
- Маттиас Штайнер[7], тяжелая атлетика, 2008[8]
- Биргит Принц[9], футбол
- Йенс Вайсфлог[3], прыжки с трамплина
- Борис Беккер, теннис, 1985
- Борис Беккер, Михаэль Штих (двойное награждение)[10], теннис, 6 октября 1992
- Бенгт Зикарски[11], плавание
- Михаэль Шумахер[12], формула-1, 1995
- Себастьян Феттель[12], формула-1, 22 февраля 2012
- Дирк Новицки[13], баскетбол
- Лена Шёнеборн[14], современное пятиборье, 2008
- Ханс Ленк[15], академическая гребля
- Магдалена Нойнер[16], биатлон
- Генрих Попов[17], паралимпийская лёгкая атлетика, 6 ноября 2012
- Надин Ангерер

## Команды
- Футбольный клуб «Штутгарт»
- Шоссейная велосипедная команда Team Telekom
- Сборная Германии по футболу
- Женская сборная Германии по футболу
- Сборная Германии по гандболу